# Liste des territoires sous administration de l'Organisation des Nations unies
Après la fin formelle de l'existence de la Société des Nations en 1946, ses territoires sous mandat, auxquels s'ajoutèrent des territoires précédemment italien ou japonais, furent administrés sous le contrôle du Conseil de tutelle des Nations unies, à l'exception du Sud-Ouest africain que l'Union d'Afrique du Sud refusa de transférer. D'autres territoires furent ultérieurement placés sous administration directe de l'Autorité exécutive temporaire des Nations unies pour des périodes plus brèves. Enfin, plusieurs territoires faisant partie des puissances de l'Axe furent administrés militairement par des puissances alliées sans tutelle de l'ONU.

## Anciens territoires sous mandat de la SDN transférés à la tutelle de l'ONU[1]
- Togoland britannique (1946-1957)
- Cameroun français (1946-1960)
- Togo français (1946-1960)
- Cameroun britannique (1946-1961)
- Tanganyika (1946-1961)
- Ruanda-Urundi (1946-1962)
- Territoire sous tutelle des Samoa occidentales (1946-1962)
- Nauru (1947-1968)
- Territoire de Nouvelle-Guinée (1946-1975)
- Territoire sous tutelle des îles du Pacifique (1947-1994)

## Autre territoire sous tutelle de l'ONU
- Territoire sous tutelle de Somalie (1950-1960)

## Anciens territoires sous mandat de la SDN non transférés à la tutelle de l'ONU
- Palestine (1946-1948)
- Sud-Ouest africain (1946-1990; voir aussi, pour 1989-1990, Groupe d'assistance des Nations unies pour la période de transition en Namibie)

## Territoires placés sous administration temporaire de l'ONU
- Autorité exécutive temporaire des Nations unies en Nouvelle-Guinée occidentale (UNTEA), 1962-1963
- Autorité provisoire des Nations unies au Cambodge (APRONUC), 1992–1993
- Administration transitoire des Nations unies pour la Slavonie orientale, la Baranja et le Srem occidental (ATNUSO), 1996–1998
- Mission d'administration intérimaire des Nations unies au Kosovo (MINUK), 1999–2008
- Administration transitoire des Nations unies au Timor oriental (UNTAET), 1999−2002

## Territoires sous administration alliée sans mandat de l'ONU
Plusieurs pays de l'Axe ou territoires en dépendant précédemment furent administrés de facto, puis de jure, par divers pays alliés, dans plusieurs cas sous l'égide des Nations unies (par exemple la résolution 16 du Conseil de sécurité des Nations unies concernant Trieste), mais hors du système formel de la tutelle. 
- Administration britannique en Érythrée (1941-1952)
- Administration militaire britannique en Tripolitaine et en Cyrénaïque (1943-1951)
- Territoire du Fezzan-Ghadamès (sous administration militaire française) (1943-1951)
- Occupation alliée de l'Allemagne (1945-1949) : zones d'occupation américaine, britannique, française et soviétique, Bizone, Trizone.
- Zones d'occupation en Autriche (1945-1955)
- Occupation américaine du Japon (1945-1952)
- Territoire libre de Trieste (territoire indépendant sous responsabilité du Conseil de sécurité des Nations unies, 1947-1954)
- Sarre (protectorat) (1947-1957)
- Gouvernement militaire américain des îles Ryūkyū (1945-1950), Administration civile américaine des îles Ryūkyū (1950-1972)

## Autre territoire sous administration internationale indépendante de l'ONU
- Zone internationale de Tanger (1945-1956)

## Sources
1. ↑  "Territoires placés sous tutelle ayant atteint la pleine autonomie ou accédé à l'indépendance", site de l'ONU